# Крутий
Крути́й (рос. Крутой) — селище у складі Верхньопишминського міського округу Свердловської області.
Населення — 52 особи (2010, 48 у 2002).
Національний склад станом на 2002 рік: росіяни — 81 %.